# Porto Rotondo
Porto Rotondo (Poltu Rutundu in gallurese, Poltu Ridundu in sardo) è una frazione (Rudalza Porto Rotondo) del comune di Olbia. È una località che rappresenta una delle più importanti realtà del turismo sardo. Assieme a Porto Cervo, Porto Rotondo è famosa per essere frequentata nel periodo estivo dal jet set italiano e internazionale.

## Geografia fisica

### Territorio
Compreso tra il golfo di Cugnana e quello di Marinella, il Comprensorio si estende per 500 ettari e ha come punto di riferimento un attrezzatissimo porto con la disponibilità di 800 posti barca.
Fa parte della provincia della Gallura Nord-Est Sardegna e si trova nel Nord-est della Sardegna, a pochi chilometri da Olbia, Golfo Aranci, Palau e Arzachena e alle spalle del golfo di Marinella.

## Storia

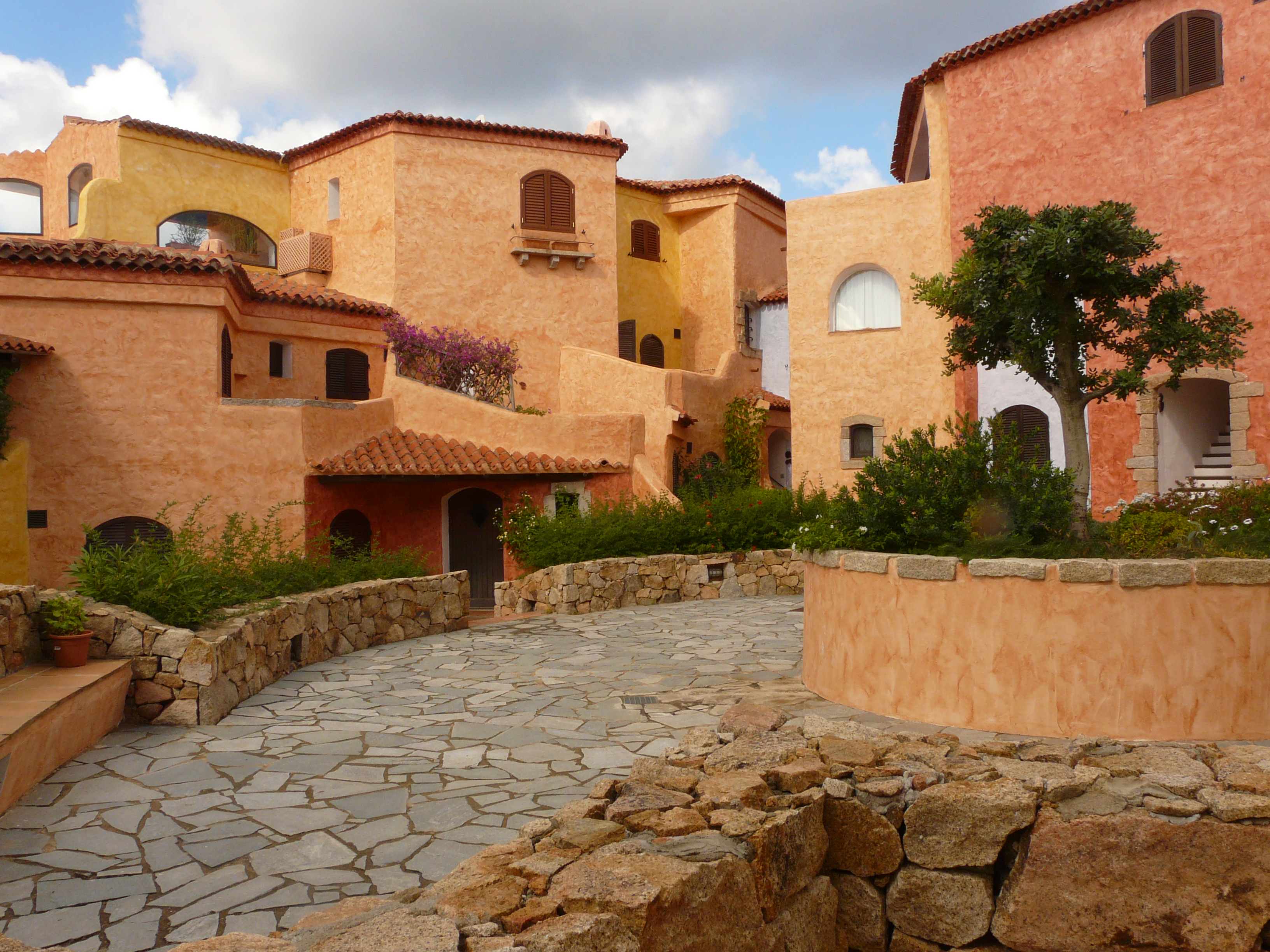
Edifici di Porto Rotondo

Attorno alla struttura iniziale, avviata nel 1964 dai veneziani Luigi e Nicolò Donà dalle Rose, nel quadro di un'iniziativa voluta da un gruppo di imprenditori tra i quali Vittorio Cini e il banchiere inglese George Frank, sono stati realizzati multiproprietà, residence e ville che, durante l'estate, accolgono 20 000 ospiti con una punta di 32 000 in agosto. Per il resto dell'anno il Comprensorio registra una presenza fissa di un migliaio di residenti. È chiaro che l'architettura portorotondina ricalchi la struttura di Venezia, non a caso la principale piazza, circolare, conica e a spirale, è stata denominata piazzetta San Marco.

## Monumenti e luoghi d'interesse
Tra le sue spiagge più rinomate si annoverano Ira (Sa Rena Manna in sardo) in onore della principessa Ira von Fürstenberg, nipote di Gianni Agnelli, Spiaggia Sassi e Punta Volpe (in sardo Iscia Segada).
A Porto Rotondo, in una zona denominata Punta Lada c'è Villa Certosa, ovvero la fastosa residenza estiva di Silvio Berlusconi che si affaccia sul golfo di Marinella.
Interessante la chiesa di San Lorenzo, realizzata dagli artisti Andrea Cascella e Mario Ceroli, con affresco rappresentante il Giudizio universale.

## Sport

### Lo Yacht Club e le manifestazioni
Lo Yacht Club Porto Rotondo si è ufficialmente insediato nel 1985 per volontà dei conti veneziani Nicolò e Luigi Donà delle Rose che nei decenni precedenti avevano inventato Porto Rotondo. Nel 1987 lo Yacht Club Porto Rotondo, pur mantenendo una certa autonomia, venne incorporato come sede "distaccata", dallo Yacht Club Costa Smeralda, presieduto dall'Aga Khan. L'incorporazione si concluse dopo 10 anni con una separazione consensuale. Il "guidone" del Club vede la croce rossa su campo bianco (a rappresentare il forte legame con lo Yacht Club Italiano di Genova di cui Porto Rotondo avrebbe dovuto rappresentare la sede estiva) e sulla croce il leone di San Marco (i Donà dalle Rose sono appunto veneziani) che tra le zampe tiene la bandiera sarda dei Quattro Mori. Lo YCPR è divenuto, negli anni, uno dei più importanti d'Italia. Ogni fine agosto a Porto Rotondo si tiene il Big game, una manifestazione sportiva di pesca d'altura che è considerata una delle più rilevanti nel Mediterraneo. Lo Yacht club, come il porto, è sottoposto alla direzione dei Molinas, facoltosa famiglia sarda originaria di Calangianus (SS), proprietari del limitrofo hotel a 5 stelle "Sporting" e del 4 stelle extralusso "Petra bianca" di Porto Cervo.